# Hacienda Santa Fe
Hacienda Santa Fe är en ort i Mexiko.   Den ligger i kommunen Tlajomulco de Zúñiga och delstaten Jalisco, i den centrala delen av landet, 500 km väster om huvudstaden Mexico City. Hacienda Santa Fe ligger 1 559 meter över havet och antalet invånare är 86 935.
Terrängen runt Hacienda Santa Fe är platt österut, men västerut är den kuperad. Runt Hacienda Santa Fe är det tätbefolkat, med 266 invånare per kvadratkilometer. Närmaste större samhälle är Guadalajara, 16,6 km norr om Hacienda Santa Fe. Omgivningarna runt Hacienda Santa Fe är en mosaik av jordbruksmark och naturlig växtlighet.